# Jackson Heights (New York)
Jackson Heights is een buurt in het noordwestelijke deel van de borough Queens in New York. De buurt maakt deel uit van Queens Community Board 3.
Het gebied bestond oorspronkelijk uit moerasachtige weilanden en werd Trains Meadow genoemd. In 1909 werd de projectontwikkelaar Queensboro Corporation opgericht, omdat het gebied door de bouw Queensboro Bridge ontsloten werd. Er werd begonnen met de aanleg van een woonwijk geïnspireerd door de City Beautiful-beweging, en werd Jackson Heights genoemd. In 1917 werd de Flushing Line doorgetrokken tot Jackson Heights begon grootschalige ontwikkeling van het gebied. De wijk bestaat voornamelijk uit appartementenblokken in coöperatief eigendom van 6 verdiepingen rondom een centrale tuin.

## Geboren
- Thom Christopher, acteur
- Fred Koehler, acteur
- Tommy Rettig, acteur
- Otto Sanchez, acteur
- Susan Sarandon, actrice
- Howard Stern, tv-persoonlijkheid
- Maureen Tucker, musicus
- Don Rickles, comedian, actor

## Overleden

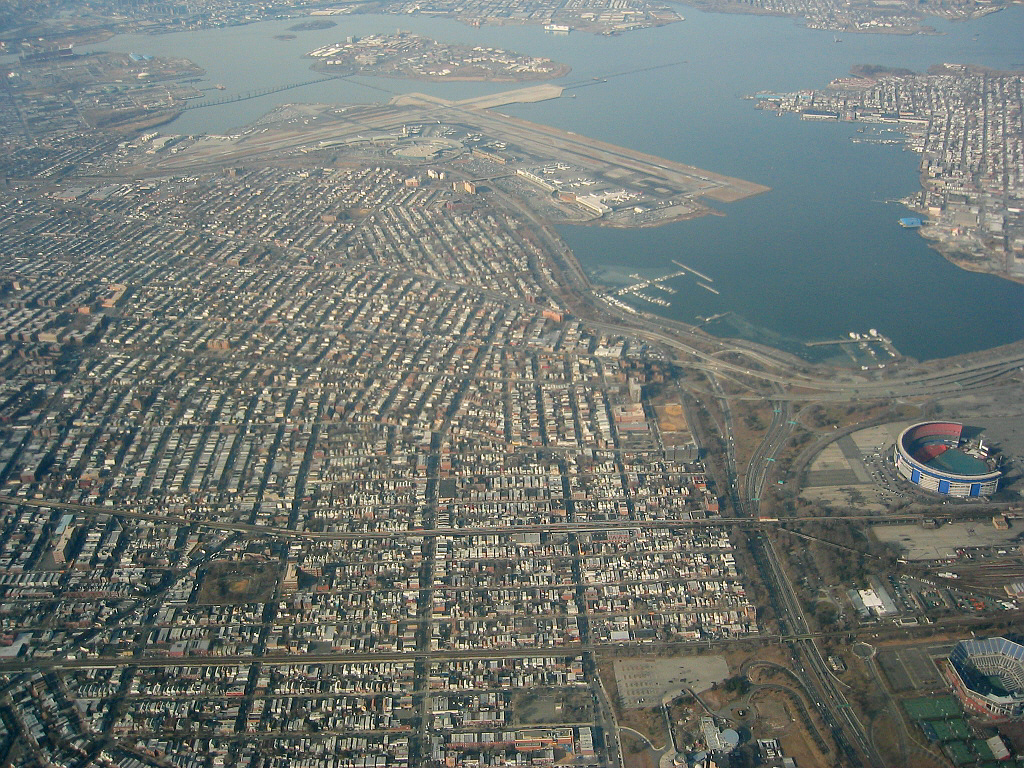
Jackson Heights

- Willy Ley, auteur
- Theodore Moses Tobani, musicus

- Library of Congress Control Number: n96036758
- MusicBrainz: 935bd115-b4fb-4106-b804-5e8e18ef2fb0
- Nationale Bibliotheek van Israël: 987007540136605171
- Virtual International Authority File: 136208082
- WorldCat: E39PBJr3kW9c7M69wYqVRjQKBP

Astoria · Elmhurst · Flushing · Forest Hills · Howard Beach · Jackson Heights · Jamaica · Long Island City (Dutch Kills) · Rockaway